# Cladiella kukenthali
Cladiella kukenthali är en korallart som först beskrevs av Tixier-Durivault 1942.  Cladiella kukenthali ingår i släktet Cladiella och familjen läderkoraller. Inga underarter finns listade i Catalogue of Life.